# 福尼康萨拉
福尼康薩拉（英語：Foni Kansala）是甘比亞西部區轄下的9個縣之一。福尼康薩拉位於甘比亞西南部的甘比亞河以南。福尼康薩拉的地理位置位於福尼賓唐-卡雷奈與福尼邦達利之間。